# Ministerio de Comunicaciones (Argentina, 2015)
El Ministerio de Comunicaciones de Argentina fue un organismo público dependiente del Poder Ejecutivo Nacional con competencia en comunicaciones. Fue creado por decreto del presidente Mauricio Macri, quien designó como titular del mismo a Oscar Aguad a partir del 10 de diciembre de 2015. Su misión es mejorar la infraestructura de comunicaciones del país así como actuar como regulador del mercado. Fue disuelto en julio de 2017.

## Historia

### Antecedentes

#### Ministerio de Comunicaciones
En Argentina existió un Ministerio de Comunicaciones durante la primera presidencia de Juan Domingo Perón. Esta cartera estuvo ocupada por Oscar Nicolini, quien fue el responsable de que Argentina fuera el segundo país en el continente en realizar transmisiones televisivas.
El ministerio continuó bajo los gobiernos de facto de Aramburu y Lonardi hasta su disolución en 1958.

#### Secretaría de Comunicaciones
En 1958, durante la presidencia de Arturo Frondizi, el área de comunicaciones quedó a cargo de la Secretaría de Comunicaciones, dependiente del Ministerio de Obras y Servicios Públicos (ley n.º 14 439, sancionada el 11 de junio de 1958 y promulgada el 13 del mismo mes y año). Posteriormente, en 1966 (bajo la dictadura de Juan Carlos Onganía) la secretaría pasó a depender del Ministerio del Interior (ley n.º 16 956 del 23 de septiembre de 1966). En 1969 (por ley n.º 18 416 del 20 de octubre de 1969) regresó a la órbita del Ministerio de Obras y Servicios Públicos.
Por decreto n.º 75 del 25 de octubre de 1973 del presidente Perón, se creó, entre otras, la Secretaría de Comunicaciones, dependiente del Ministerio de Economía. En 1981, por decreto n.º 42 del 29 de marzo de 1981 del presidente de facto Roberto Eduardo Viola, se creó en el ámbito del Ministerio de Obras y Servicios Públicos la Subsecretaría de Comunicaciones. El 22 de diciembre de 1981 el general Leopoldo Fortunato Galtieri, mediante el decreto n.º 22, modificó el gabinete; la subsecretaría continuaba dependiendo del ministerio de Obras y Servicios Públicos, pero a través de la Secretaría de Obras Públicas. El 10 de diciembre de 1983 fue elevada a secretaría, dependiendo directamente del ministerio (decreto n.º 15 del presidente Raúl Ricardo Alfonsín).
De la Secretaría de Comunicaciones dependían dos organismos descentralizados:
- Autoridad Federal de Tecnologías de la Información y las Comunicaciones (AFTIC), creada por la Ley 27.078 de diciembre de 2014. Fue conocida anteriormente como Comisión Nacional de Comunicaciones (CNC). Tenía exclusivamente a su cargo a partir de su creación el área de las comunicaciones en todo el país.
- Autoridad Federal de Servicios de Comunicación Audiovisual (AFSCA). Conocida anteriormente como COMFER. Tenía a su cargo la regulación de los medios de comunicación nacionales.

### Ministerio de comunicaciones durante la presidencia de Macri
El Ministerio de Comunicaciones fue creado por decreto del presidente Mauricio Macri, quien designó como titular del mismo a Oscar Aguad a partir del 10 de diciembre de 2015. El decreto número 13/2015 del Boletín Oficial de la República Argentina, además de crear el ministerio, trasfiere la AFSCA y la AFTIC a la órbita del mismo. También absorbió la Secretaría de Comunicaciones del Ministerio de Planificación Federal, Inversión Pública y Servicios. 
En enero de 2016 se fusionaron AFSCA y AFTIC en un nuevo organismo que lleva el nombre de Ente Nacional de Comunicaciones (ENACOM), bajo la órbita del ministerio. Se designó a Miguel de Godoy como presidente, quien posteriormente fue reemplazado por Silvana Giudici.
La misión del ministerio era la promoción de las tecnologías para mejorar las telecomunicaciones y los medios audiovisuales y la supervisión del cumplimiento de las leyes que regulan estas actividades. Esto incluye el cumplimiento de la Ley de Medios aprobada en 2009 y que ponía límites a las posiciones dominantes de mercado en medios de comunicación.
El ministerio también tenía a su cargo las empresas ARSAT y Correo Argentino, luego de que se disolviera el Ministerio de Planificación Federal, Inversión Pública y Servicios. El ministro asume el ejercicio del 98% de los derechos derivados de la titularidad de las acciones correspondientes al Estado nacional en la Empresa Argentina de Soluciones Satelitales Sociedad Anónima (ARSAT) y el 99% de los derechos derivados de la titularidad de las acciones correspondientes al Estado nacional en el Correo Oficial de la República Argentina S.A. (CORASA) que eran ejercidas por el ex-Ministerio de Planificación Federal, Inversión Pública y Servicios. El porcentaje restante pertenece al Ministerio de Hacienda y Finanzas Públicas.
El Ministerio de Comunicaciones fue disuelto el 17 de julio de 2017 mediante el Decreto de Necesidad y Urgencia n.º 513/2017. Las tareas administrativas de éste fueron otorgadas al Ministerio de Modernización.

## Nómina de Ministros
| Ministro    | Partido | Partido              | Periodo                                       | Presidente     |
| ----------- | ------- | -------------------- | --------------------------------------------- | -------------- |
| Oscar Aguad |         | Unión Cívica Radical | 10 de diciembre de 2015 - 17 de julio de 2017 | Mauricio Macri |